# Kindersterfte

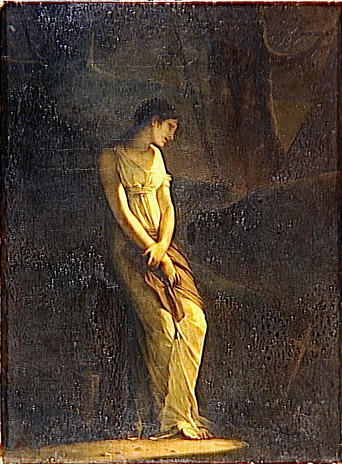
De ongelukkige moeder, schilderij van Constance Mayer, 1810

Kindersterfte is gedefinieerd als het overlijden van een kind dat jonger is dan vijf jaar. Het kindersterftecijfer is het aantal gevallen van kindersterfte per 1000 levend geboren kinderen. Sterfte onder kinderen jonger dan één jaar heet zuigelingensterfte. Wanneer een baby sterft binnen vier weken na de bevalling, spreekt men van neonatale sterfte.
Vijf jaar wordt gezien als de kritieke leeftijdsgrens. Als kinderen de vijf jaar halen, hebben ze namelijk genoeg antistoffen kunnen maken tegen veel ziekten. Ze hebben dan een grotere kans om gezond op te groeien.
Kindersterfte wordt vaak gecompenseerd door meer kinderen te nemen. Bij een daling van de kindersterfte neemt deze compensatie niet direct af. Deze demografische transitie resulteert in een sterke toename van de bevolking tot een nieuw evenwicht is gevonden.

## Kindersterftecijfer

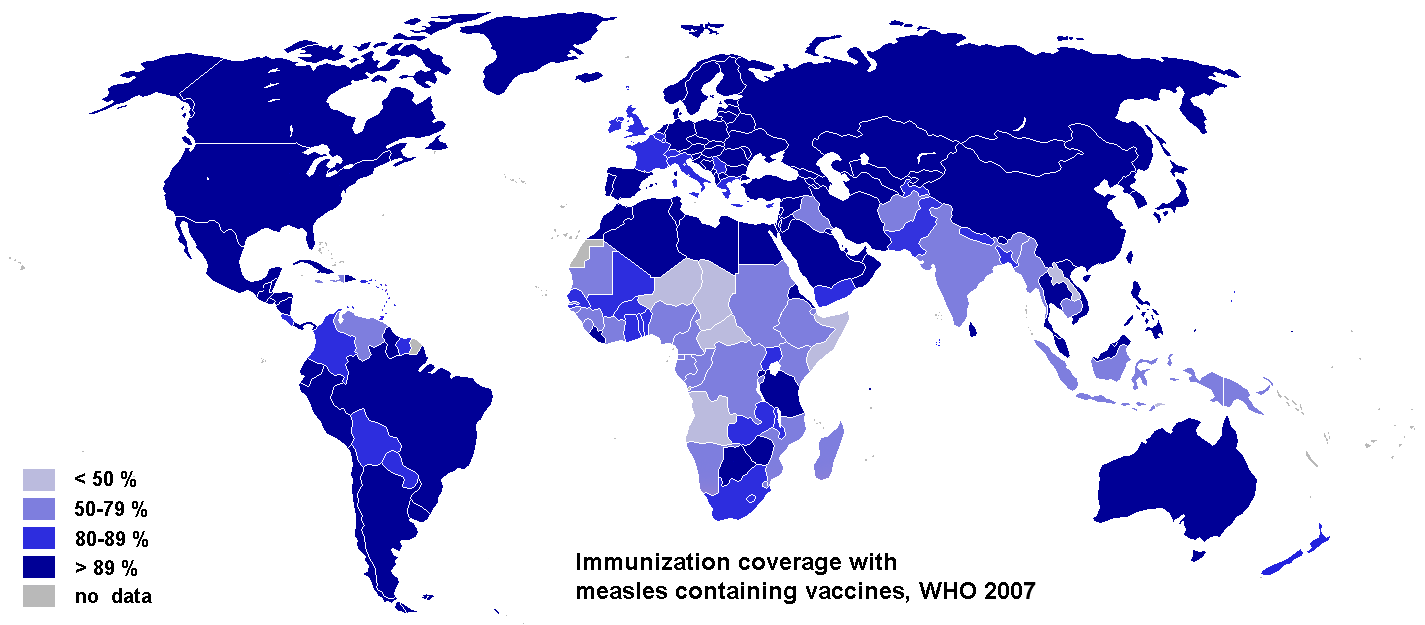
Mazelenvaccinatieprogramma 2007

In 1990 stierven bijna twaalf miljoen kinderen onder de vijf jaar,
in 2021 was dat teruggelopen tot, naar schatting, vijf miljoen.
De daling is vooral te danken aan inentingen, voedingssupplementen en een betere toegang tot schoon drinkwater en sanitair, en anti-malarianetten.
Het merendeel van deze kinderen woonde in een ontwikkelingsland. Zij stierven aan een ziekte of combinatie van ziekten die eenvoudig had kunnen voorkomen of behandeld, zoals toediening van antibiotica bij longontsteking of een mengsel van water, zout en suiker bij diarree.
De kindersterfte is het hoogst in ontwikkelingslanden. Een kind in een ontwikkelingsland heeft 13 keer zoveel kans om voor zijn vijfde verjaardag te overlijden als een kind in een geïndustrialiseerd land.
In Afrika beneden de Sahara is de kindersterfte het hoogst. Daar sterft 1 op de 6 kinderen voor hun vijfde verjaardag. De helft van alle kindersterfte vindt plaats in deze regio. De sterfte is het hoogst bij kinderen op het platteland, in arme gezinnen en gezinnen met laagopgeleide moeders.

## Neonatale sterfte
Bijna 40 procent van de kindersterfte vindt plaats in de eerste levensmaand. Zo’n 86 procent van de neonatale sterfte zijn het directe gevolg van drie oorzaken: ernstige infecties, ademhalingsproblemen en vroeggeboorte. Infecties zijn goed voor een kwart van deze neonatale sterfte, zoals longontsteking, bacteriële bloedvergiftiging, tetanus en diarree. Het risico is het hoogst tijdens de eerste dag na de geboorte.

## Oorzaken van kindersterfte
De onderliggende oorzaken van kindersterfte zijn armoede, gebrek aan schoon water, te weinig voedsel, gebrek aan sanitaire voorzieningen en hygiëne, ziekte en oorlogen. Deze omstandigheden, of een combinatie van omstandigheden, vergroot de kans dat een kind een ziekte oploopt en daaraan overlijdt.
Slechts vijf ziekten zijn samen verantwoordelijk voor de helft van alle sterfgevallen van kinderen onder de vijf: longontsteking, diarree, malaria, mazelen en aids. Longontsteking veroorzaakt jaarlijks ongeveer 2 miljoen doden onder kinderen. Dat is ruim 20 procent van alle gevallen van kindersterfte. Diarree is goed voor 17 procent van de kindersterfte. Malaria, mazelen en aids zijn samen verantwoordelijk voor 15 procent van de kindersterfte.

### Neonatale sterfte
Een onderliggende oorzaak van neonatale sterfte is de gezondheid van moeders. Ondervoede moeders hebben een hoog risico op vroeggeboorte en baby’s met een laag geboortegewicht – een belangrijke risicofactor voor neonatale sterfte.
Andere onderliggende factoren zijn gebrekkige gezondheidszorg tijdens de zwangerschap en bevalling, slechte voeding en gebrekkige hygiëne. Een laag opleidingsniveau van moeders verhoogt de kans op neonatale sterfte. Ook culturele omstandigheden kunnen een rol spelen: uitsluiting en discriminatie van vrouwen en meisjes kan hun toegang tot gezondheidszorg belemmeren.

### Longontsteking
Longontsteking veroorzaakt meer sterfgevallen onder kinderen dan aids, malaria en mazelen samen. Gezonde kinderen hebben natuurlijke weerstand tegen ziekteverwekkers die longontsteking veroorzaken. Ondervoede kinderen hebben een hogere kans op longontsteking. Dat geldt vooral kinderen die geen borstvoeding krijgen, en kinderen met een gebrek aan zink. Longontsteking kan ook worden veroorzaakt door een andere infectieziekte, zoals influenza. Kinderen die lijden aan malaria en aids, hebben een grotere kans op longontsteking. Omgevingsfactoren spelen een rol, met name luchtverontreiniging binnenshuis, bijvoorbeeld door koken op open houtvuur.
De kans op longontsteking kan aanzienlijk worden verkleind door het geven van borstvoeding, vitamine A en zink, het vermijden van luchtverontreiniging in huis en het vaccineren tegen infectieziekten.
De meeste gevallen van longontsteking kunnen effectief worden behandeld met goedkope antibiotica. Wanneer families en verzorgers het kind correct behandelen, kan de kans op sterfte aanzienlijk worden verminderd.

## Uitbannen van kindersterfte
Kindersterfte is sterk verbonden met armoede. Een hoger inkomen kan helpen, maar het zal weinig uitrichten zolang dit niet samengaat met verbeteringen van publieke gezondheidszorg, schoon drinkwater en goede sanitatie. Ook onderwijs, vooral voor meisjes en moeders, zal kinderlevens redden.
Een aantal omstandigheden heeft indirect invloed op kindersterfte. Zo is ondervoeding een factor in de helft van de sterftegevallen. Ook onveilig water en slechte hygiëne draagt bij aan kindersterfte. Het is een directe veroorzaker van diarree. En een infectie met diarree vergroot weer de kans op andere infectieziekten, zoals longontsteking. Indirect draagt het bij aan slechtere gezondheid van moeders, en onhygiënische omstandigheden tijdens de bevalling, wat de kans op neonatale sterfte vergroot.

## Preventie en behandeling
De meeste kinderlevens zouden kunnen worden gered met eenvoudige preventie- en behandelmethoden: antibiotica tegen luchtweginfecties, een combinatie van water, zout en suiker tegen diarree, vaccinaties tegen mazelen, het gebruik van muskietennetten en passende medicatie tegen malaria. Goede voeding is een belangrijk onderdeel van het bestrijden van kindersterfte, omdat ondervoeding het risico vergroot dat een kind een ziekte niet overleeft.
Datzelfde geldt voor betere toegang tot basisgezondheidszorg voor kinderen en moeders. Een betere begeleiding van de bevalling kan veel kindersterfte voorkomen.
Ook de aanpak van onderliggende oorzaken van (neonatale) kindersterfte is van belang. Meer kennis van moeders heeft een gunstig effect op het terugdringen van (neonatale) kindersterfte. Datzelfde geldt voor een betere gezondheid en sociale positie van vrouwen.

## Millenniumdoelen
Millenniumdoelen 4 en 5 richten zich op het terugdringen van kindersterfte. Millenniumdoel 4 zegt dat de kindersterfte in 2005 met twee derde is teruggedrongen ten opzichte van 1990. Dat betekent een afname wereldwijd tot 31 sterfgevallen per 1000 geboorten.
Millenniumdoel 5 richt zich op het verbeteren van gezondheid van zwangere vrouwen. Dit moet de neonatale kindersterfte terugdringen.

## Vooruitgang
Wereldwijd wordt vooruitgang geboekt in het terugdringen van kindersterfte. In 1960, het eerste jaar dat de kindersterfte werd gemeten, was het sterftecijfer ongeveer 20 miljoen. In 1990 was dat gedaald tot 13 miljoen, en in 2007 stierven nog 9,2 miljoen kinderen voor hun vijfde verjaardag.
In alle regio’s is vooruitgang geboekt, maar de onderlinge verschillen zijn groot. De vooruitgang was het grootst in Oost-Azië, Centraal- en Oost-Europa, de voormalige Sovjet-Unie en Latijns-Amerika en de Caraïben. In deze regio’s is de kindersterfte sinds 1990 gehalveerd. De sterfte is onder de 30 per 1000 geboorten. Zij hebben het millenniumdoel voor het terugdringen van kindersterfte gehaald, al is de sterftekans nog altijd vele malen hoger dan dat in geïndustrialiseerde landen (6 per 1000 kinderen).
Ook in het Midden-Oosten en Noord-Afrika is sprake van vooruitgang, maar het tempo is onvoldoende om het millenniumdoel voor kindersterfte te halen. Het sterftecijfer in deze regio was 46 per 1000 kinderen in 2006. Ook in Zuid-Azië was sprake van vooruitgang, maar nog altijd sterft 1 op de 12 kinderen voor zijn vijfde verjaardag. De vooruitgang gaat het langzaamst in sub-Sahara Afrika. Sinds 1990 is het sterftecijfer slechts 14 procent gedaald.
De vooruitgang is onder meer te danken aan meer borstvoeding, vaccinatie tegen mazelen, vitamine-A supplementatie, het gebruik van geïmpregneerde muskietennetten en preventie en behandeling van hiv/aids. Tegelijkertijd dreigt de aidsepidemie de geboekte vooruitgang teniet te doen, met name in oostelijk en zuidelijk Afrika.